# HD 175794
HD 175794，又名CD-3116189，SAO 210773、HR 7151，是一颗恒星，视星等为6.12，位于銀經5.37，銀緯-14.96，其B1900.0坐标为赤經18h 51m 55.9s，赤緯-31° -14.96′ 2″。